# Ahmad Joudeh
Ahmad Joudeh, né le 4 avril 1990 à Yarmouk (Syrie), est un danseur de ballet et un chorégraphe apatride jusqu'à l'obtention de la nationalité néerlandaise en 2021. Il s'installe aux Pays-Bas avec l'aide du Het Nationale Ballet. Il est actuellement actif au niveau international en tant qu'artiste.

## Jeunesse
Né en 1990, Joudeh a grandi à Yarmouk, un camp de réfugiés palestiniens dans la banlieue sud de Damas, la capitale syrienne. Sa mère est syrienne, originaire de Palmyre, et son père est palestinien. Bien que son père n'approuve pas son intérêt pour la danse, Joudeh persiste et étudie la danse au Conservatoire de danse de Damas.
De 2007 à 2016, il vit à Damas, étudiant la danse et enseignant le ballet pour subvenir à ses besoins tout en l'enseignant gratuitement aux enfants orphelins et handicapés. Sa maison est détruite et cinq membres de sa famille meurent dans les bombardements sur Yarmouk. Danser lui vaut de recevoir des menaces du groupe État islamique. Finalement, en 2016, il fuit le pays pour échapper au service militaire et à la conscription.
Sa mère vit toujours en Syrie. Son père est dans un centre pour demandeurs d'asile en Allemagne, où père et fils se sont récemment réconciliés après une séparation de onze ans,,.

## Danse
En 2014, il participe au Liban à la version arabe de So You Think You Can Dance,,,,,. Il atteint les demi-finales. En 2016, il décroche son diplôme en danse et chorégraphie de l’Institut Supérieur des Arts Dramatiques de Damas. Ses apparitions attirent l'attention du cinéaste néerlandais Roozbeh Kaboly qui produit une série de reportages de 2016 à 2017, suivie d'un documentaire, Dance or Die, qui connait un grand succès sur internet et est diffusé dans plusieurs grands médias européens. C'est par ce biais qu'Ahmad Joudeh est repéré par Ted Brandsen, directeur du Ballet National d'Amsterdam.
Joudeh diffuse plusieurs courtes vidéos sur son compte YouTube qui le montrent en train de danser.
Le 20 mai 2021, il se produit durant l'entracte de la deuxième demi-finale du Concours Eurovision de la chanson 2021 à Rotterdam aux côtés de l'athlète de BMX Dez Maarsen,,.

## Documentaires néerlandais
Roozbeh Kaboly, un réalisateur de films documentaires néerlandais, suit la vie d'Ahmad Joudeh de juillet 2016 à octobre 2017. Il produit une série de trois reportages qui est diffusée dans le programme d'information Nieuwsuur sur l'une des chaînes de télévision nationale néerlandaise, la Nederlandse Omroep Stichting. En 2016, le premier reportage de 18 minutes relate le combat de Joudeh pour vivre en tant que danseur en Syrie. On y voit Joudeh danser pour les âmes de ceux qui ont perdu la vie dans les ruines du camp de Yarmouk, sa ville natale, et dans l'ancien théâtre romain de Palmyre. En décembre 2016, le deuxième reportage montre le voyage de Joudeh à Amsterdam et ses premiers jours sur place. Enfin, le 9 janvier 2017, le troisième reportage montre la visite de Joudeh à son père dans un centre pour demandeurs d'asile à Berlin, où ce dernier était hébergé après avoir fui la Syrie. Le père n'appréciait pas que son fils danse, et a quitté la famille pour cette raison 11 ans plus tôt. Ce reportage montre leur réunification et leur réconciliation. Le reportage montre également la première apparition de Joudeh au Het Nationale Ballet dans la représentation de Coppelia.
En 2018, Roozbeh Kaboly produit un nouveau documentaire, Dance or Die, qui résume la série de trois reportages à laquelle il ajoute un complément. Il est présenté en avant-première le 18 mars 2018 et diffusé par la chaine de télévision néerlandaise NPO2 les 29 et 30 mars 2018. Le 25 novembre 2019, Dance or Die remporte un Emmy dans la catégorie Programmation artistique aux International Emmy Awards à New York.

## Vie aux Pays-Bas
Après la diffusion des documentaires, Joudeh a reçu des invitations à danser de plusieurs pays, dont les États-Unis, la Suisse et la Belgique. Il décide de se rendre aux Pays-Bas à l'invitation de Ted Brandsen, directeur artistique du Het Nationale Ballet. Brandsen lance également un appel de fonds intitulé Dance for Peace pour soutenir Joudeh. En 2021, ce dernier obtient la nationalité néerlandaise.